# Basalt-Actien-Gesellschaft

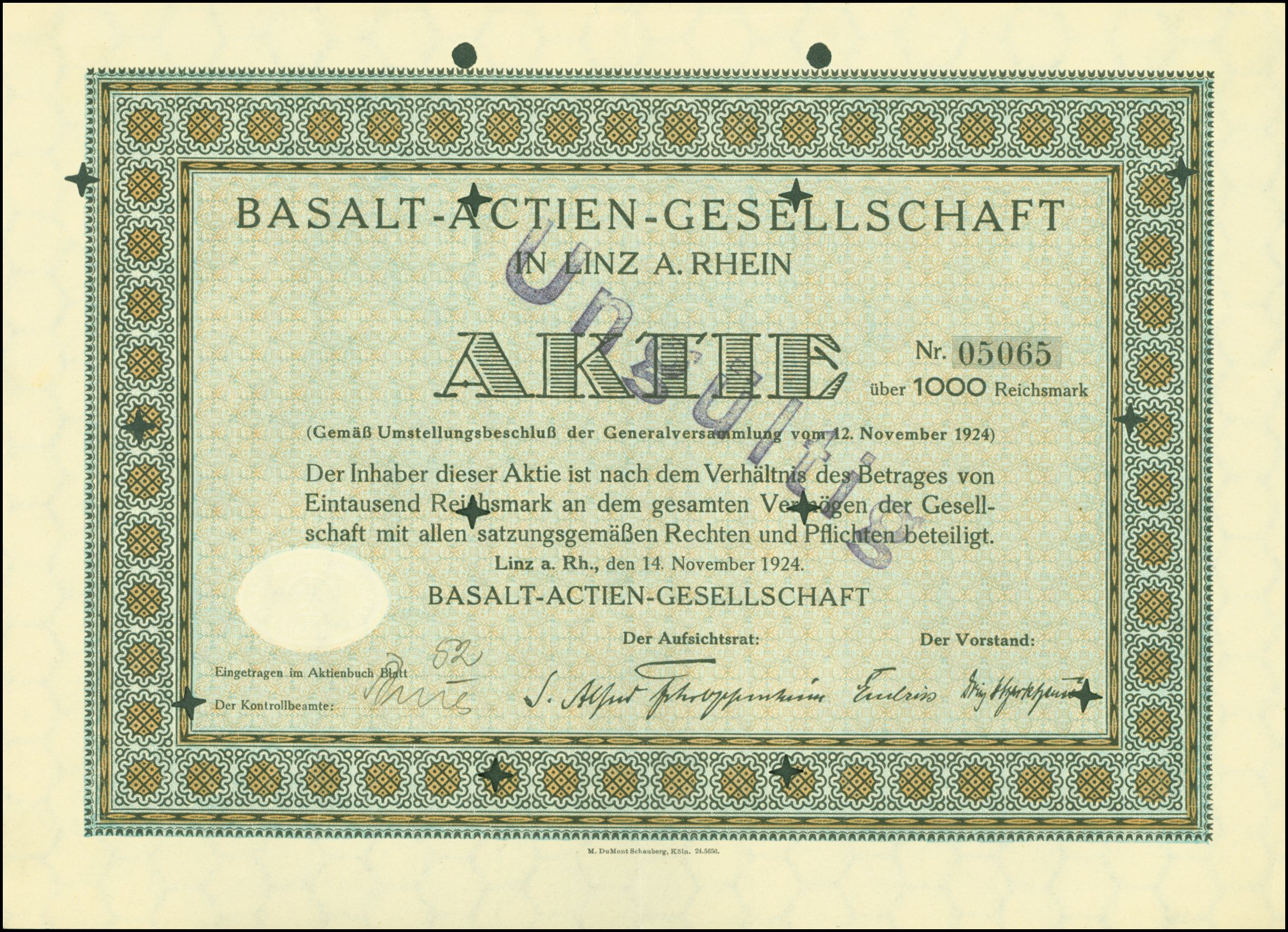
Aktie über 1000 RM der Basalt-AG vom 14. November 1924

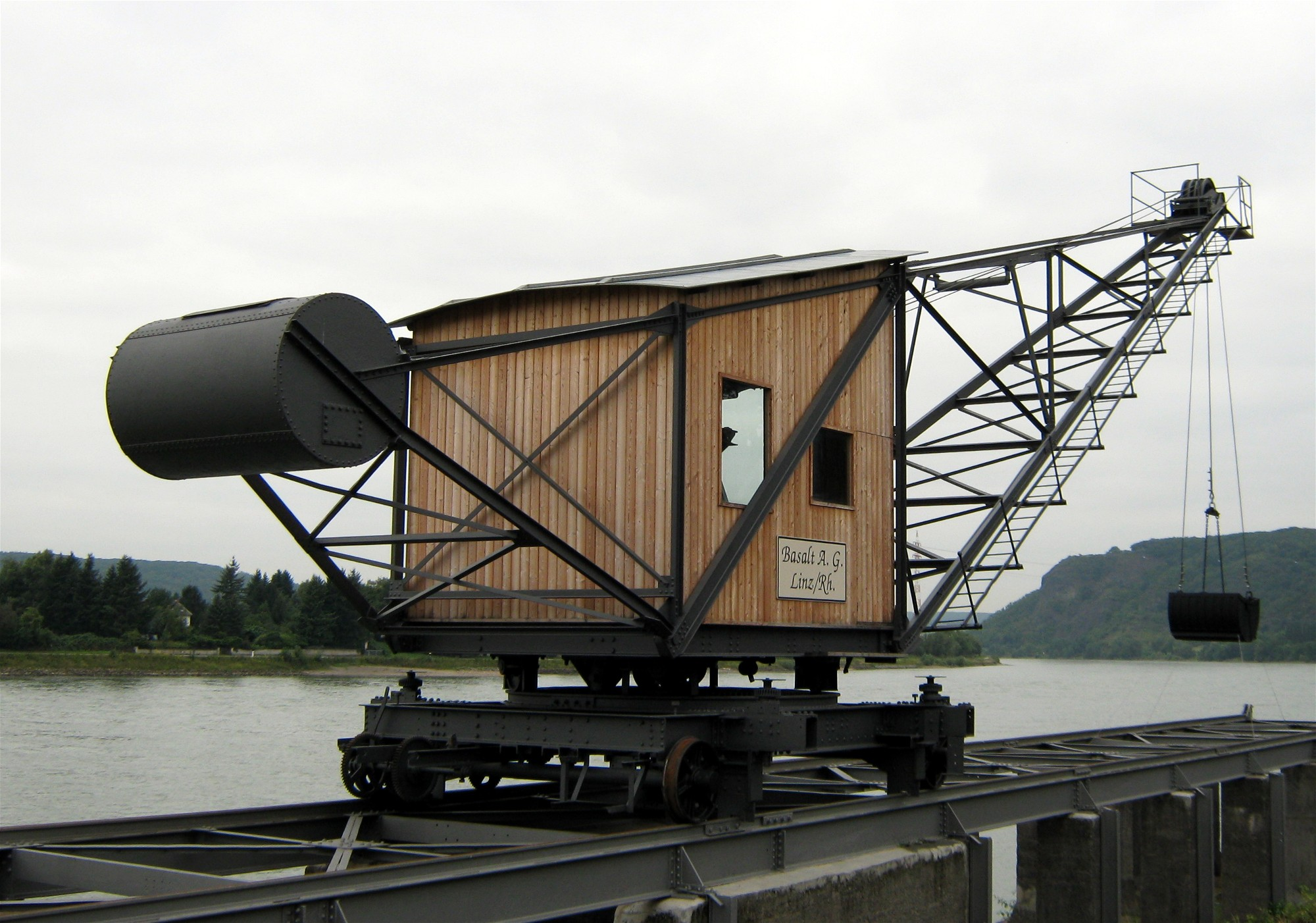
Historischer Verladekran

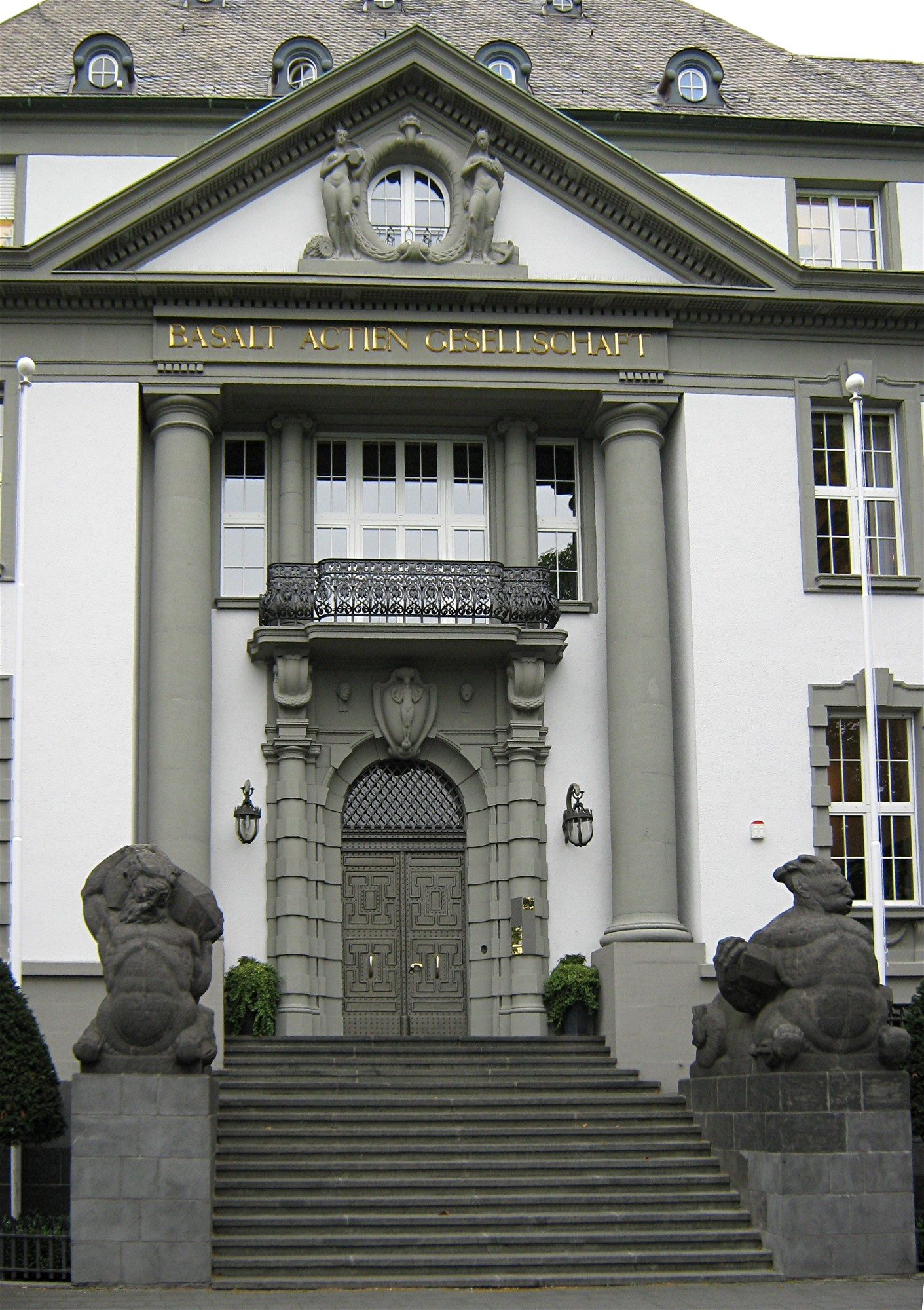
Verwaltungsgebäude

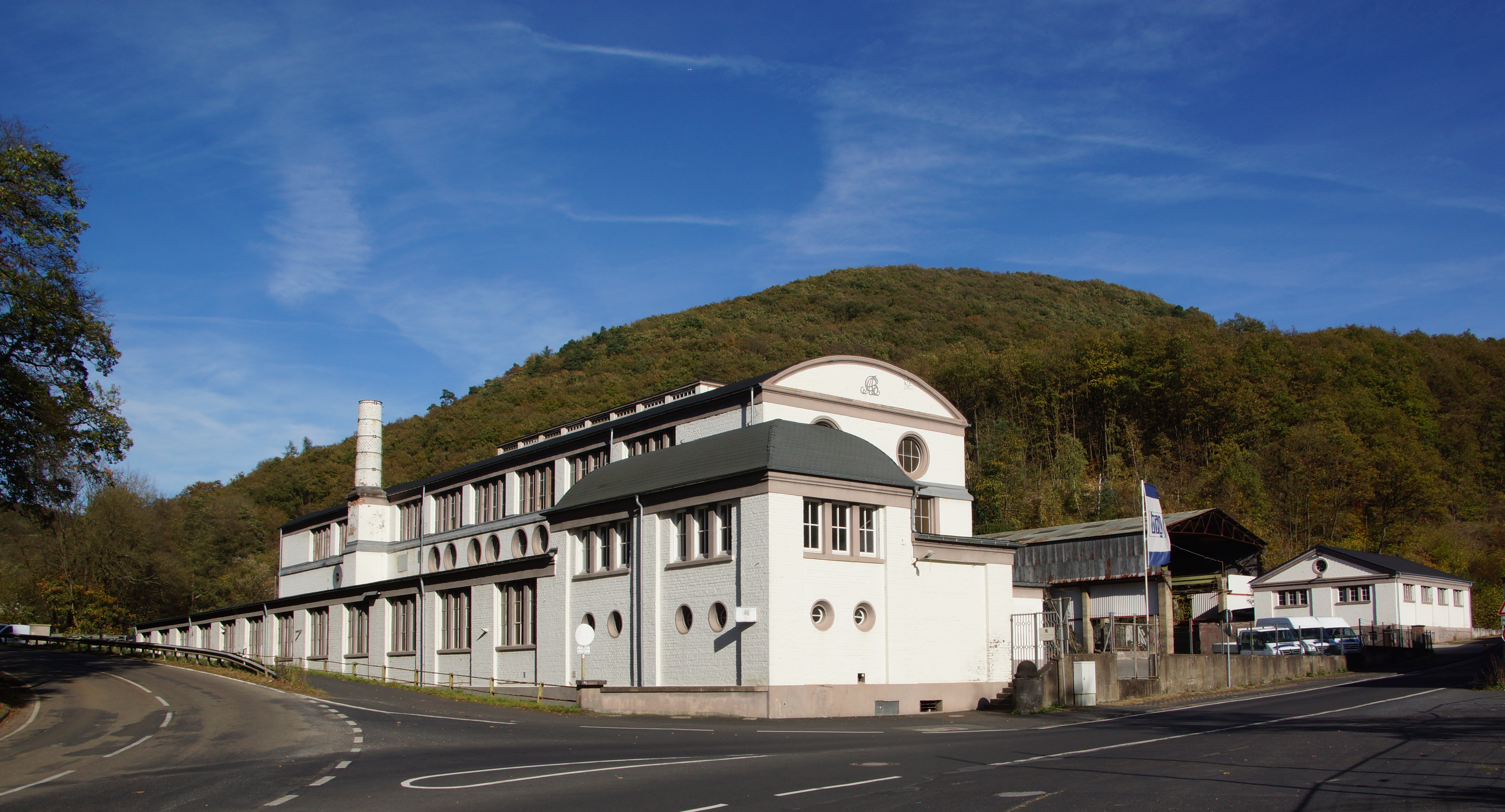
Reparaturwerkstatt Sterner Hütte

Die Basalt-Actien-Gesellschaft ist ein deutsches Baustoffunternehmen. Abgekürzt wird sie auch Basalt AG genannt. Ihre Hauptgeschäftsfelder sind der Abbau von Naturstein und die Herstellung von Asphalt sowie deren Verkauf.

## Geschichte
Am 2. Juni 1888 gründeten unter der Führung des Kölner Steinbruchbesitzers Wilhelm Zervas drei deutsche Steinbruchbesitzer und acht niederländische Kaufleute in Köln die Basalt-Actien-Gesellschaft. Das Unternehmen hatte eine Filiale in Rotterdam, die „Basalt-Maatschappij“, und besaß die Aktienmehrheit an der Bröltalbahn in Beuel. Von Anfang an war die Familie Werhahn an der Basalt AG beteiligt und seit März 1896 in deren Aufsichtsrat vertreten. 1892 wurde der Firmensitz der Basalt AG nach Linz am Rhein verlegt. 1920–1921 ließ das Unternehmen durch die Architekten Mattar & Scheler ein repräsentatives Verwaltungsgebäude an der Linzhausenstraße (Bundesstraße 42) errichten. 
Die Zeit bis 1930 war geprägt durch zahlreiche Akquisitionen und Beteiligungen. Unter anderem fusionierte die Basalt AG mit der Bergisch-Märkischen Stein-Industrie AG zu Köln und beteiligte sich an der AG Eisenfelder Steinwerke, an der Pfalz-Saarbrücker Hartstein-Industrie AG, sowie der H. Reinarz Zementwarenfabrik GmbH in Düsseldorf. Außerdem gehörte die Basalt AG zu den Mitbegründern der Basalt-Union (1927), der Société des Basaltes Français mit Sitz in Paris (1928) und der Strabag (1923).
Der Zweite Weltkrieg bedeutete für die Basalt AG eine tiefe Zäsur. Nicht nur wurden die meisten Produktionsstätten zerstört, sondern auch die Sächsische Granit AG und das Werk Vacha enteignet. Ferner mussten mehrere Beteiligungen an niederländischen Unternehmen und der Société des Basaltes Français aufgegeben werden. In den 1950er Jahren konnte das Unternehmen den allgemeinen wirtschaftlichen Aufschwung für eine Neuaufstellung nutzen. 1967 kam es zum Abschluss eines Gewinngemeinschaftsvertrags mit der Strabag sowie zum Erwerb der Aktienmehrheit der Dolerit-Basalt AG in Köln.
Im April 1978 trennte sich das Bankhaus Sal. Oppenheim, einer der wichtigsten Anteilseigner der Basalt AG, von seinen Aktien. Über die bis dahin als Vermögensverwaltung agierende Tochtergesellschaft Werhahn & Nauen baute die Wilh. Werhahn KG ihren Besitzanteil auf 100 Prozent aus und wurde damit zum Alleineigentümer der Basalt AG.
Nach der Wiedervereinigung kam es zur Gründung von Tochterunternehmen, z. B. der Lausitzer Naturstein- und Baustoffwerke (LNB). 1996 erfolgte die mehrheitliche Übernahme der Deutag GmbH & Co. KG einschließlich der Ersten Bayerischen Basaltstein-AG, 2003 die Übernahme der Steinbrüche der insolventen Philipp Holzmann AG.
Heute zählt die Basalt AG mit rund 150 Beteiligungsgesellschaften in den Bereichen Natursteinprodukte und Asphaltmischgut zu den führenden Baustoffproduzenten in Deutschland.

## Steinbrüche

### Deutschland
| Bundesland          | Name / Ort                                       | Gestein                                     | Betreiber                               |
| ------------------- | ------------------------------------------------ | ------------------------------------------- | --------------------------------------- |
| Niedersachsen       | Messingberg bei Steinbergen                      | Kalkstein                                   | Norddeutsche Naturstein GmbH            |
| Niedersachsen       | Segelhorst-Riesenberg bei Hessisch Oldendorf     | Kalkstein                                   | Norddeutsche Naturstein GmbH            |
| Niedersachsen       | Hamelspringe                                     | Kalkstein                                   | Norddeutsche Naturstein GmbH            |
| Sachsen-Anhalt      | Flechtingen                                      | Rhyolith                                    | Norddeutsche Naturstein GmbH            |
| Sachsen-Anhalt      | Bodendorf                                        | Andesit                                     | Norddeutsche Naturstein GmbH            |
| Sachsen-Anhalt      | Bebertal                                         | Andesit                                     | Norddeutsche Naturstein GmbH            |
| Niedersachsen       | Bad Harzburg                                     | Gabbro                                      | Norddeutsche Naturstein GmbH            |
| Nordrhein-Westfalen | Kälberberg                                       | Roter Sandstein                             | Hollweg, Kümpers & Comp. KG             |
| Niedersachsen       | Ueffeln                                          | Quarzit, Schieferton                        | Hollweg, Kümpers & Comp. KG             |
| Sachsen             | Demitz-Thumitz                                   | Granit                                      | Hartsteinwerke Bayern-Mitteldeutschland |
| Brandenburg         | Koschenberg bei Großkoschen                      | Grauwacke                                   | Hartsteinwerke Bayern-Mitteldeutschland |
| Sachsen             | Seifersdorf bei Großschirma                      | Diabas                                      | Hartsteinwerke Bayern-Mitteldeutschland |
| Sachsen             | Röcknitz/Frauenberg                              | Rhyolith                                    | Hartsteinwerke Bayern-Mitteldeutschland |
| Sachsen             | Lüptitz in der Nähe von Wurzen                   | Rhyolith                                    | Hartsteinwerke Bayern-Mitteldeutschland |
| Sachsen             | Großsteinberg                                    | Rhyolith                                    | Hartsteinwerke Bayern-Mitteldeutschland |
| Thüringen           | Loitsch                                          | Diabas                                      | Hartsteinwerke Bayern-Mitteldeutschland |
| Thüringen           | Rentzschmühle                                    | Diabas                                      | Hartsteinwerke Bayern-Mitteldeutschland |
| Hessen              | Bransrode in der Nähe von Hessisch Lichtenau     | Basalt                                      | Hartsteinwerke Bayern-Mitteldeutschland |
| Hessen              | Ölberg bei Söhrewald                             | Basalt                                      | Hartsteinwerke Bayern-Mitteldeutschland |
| Hessen              | Kirschenwald bei Schorbach (Ottrau)              | Basalt                                      | Hartsteinwerke Bayern-Mitteldeutschland |
| Thüringen           | Spittergrund bei Nesselhof                       | Diabas                                      | Hartsteinwerke Bayern-Mitteldeutschland |
| Thüringen           | Nesselgrund bei Nesselhof                        | Diabas                                      | Hartsteinwerke Bayern-Mitteldeutschland |
| Hessen              | Ramholz (Schlüchtern)                            | Basalt                                      | Hartsteinwerke Bayern-Mitteldeutschland |
| Bayern              | Bischofsheim in der Rhön                         | Basalt                                      | Hartsteinwerke Bayern-Mitteldeutschland |
| Bayern              | Zeilberg                                         | Basalt                                      | Hartsteinwerke Bayern-Mitteldeutschland |
| Bayern              | Hirschentanz                                     | Basalt                                      | Hartsteinwerke Bayern-Mitteldeutschland |
| Bayern              | Pechbrunn                                        | Basalt                                      | Hartsteinwerke Bayern-Mitteldeutschland |
| Bayern              | Windischeschenbach                               | Amphibolit                                  | Hartsteinwerke Bayern-Mitteldeutschland |
| Bayern              | Vilshofen                                        | Kalkstein                                   | Hartsteinwerke Bayern-Mitteldeutschland |
| Bayern              | Gössenheim                                       | Kalkstein                                   | Hartsteinwerke Bayern-Mitteldeutschland |
| Rheinland-Pfalz     | Henau (Hunsrück)                                 | Quarzit                                     | Südwestdeutsche Hartsteinwerke          |
| Rheinland-Pfalz     | Langenthal (Hunsrück)                            | Andesit                                     | Südwestdeutsche Hartsteinwerke          |
| Rheinland-Pfalz     | Neu-Bamberg                                      | Rhyolith                                    | Südwestdeutsche Hartsteinwerke          |
| Rheinland-Pfalz     | Eisensteiner Kopf bei Neuhof (Kirchheimbolanden) | Latitandesit / Feldspat                     | Südwestdeutsche Hartsteinwerke          |
| Rheinland-Pfalz     | Brunnenberg bei Kirchheimbolanden                | Latitandesit                                | Südwestdeutsche Hartsteinwerke          |
| Rheinland-Pfalz     | Hellberg bei Kirn                                | Porphyrit                                   | Südwestdeutsche Hartsteinwerke          |
| Rheinland-Pfalz     | Wolfsmühle bei Waldgrehweiler                    | Gabbrodiorit                                | Südwestdeutsche Hartsteinwerke          |
| Rheinland-Pfalz     | Ellenberg (Rheinland-Pfalz) bei Birkenfeld       | Porphyrit                                   | Südwestdeutsche Hartsteinwerke          |
| Saarland            | Michelbach bei Schmelz (Saar)                    | Latitandesit                                | Südwestdeutsche Hartsteinwerke          |
| Saarland            | Oberlinxweiler                                   | Kuselit (Mikrodiorit)                       | Südwestdeutsche Hartsteinwerke          |
| Rheinland-Pfalz     | Rammelsbach                                      | Kuselit                                     | Südwestdeutsche Hartsteinwerke          |
| Rheinland-Pfalz     | Jettenbach (Pfalz)                               | Kuselit                                     | Südwestdeutsche Hartsteinwerke          |
| Rheinland-Pfalz     | Albersweiler                                     | Gneis                                       | Südwestdeutsche Hartsteinwerke          |
| Baden-Württemberg   | Weinheim                                         | Rhyolith                                    | Südwestdeutsche Hartsteinwerke          |
| Hessen              | Mackenheim (Abtsteinach)                         | Syenit                                      | Südwestdeutsche Hartsteinwerke          |
| Baden-Württemberg   | Ittlingen                                        | Muschelkalk                                 | Südwestdeutsche Hartsteinwerke          |
| Rheinland-Pfalz     | Meerberg                                         | Basalt                                      | Bergisch-Westerwälder Hartsteinwerke    |
| Rheinland-Pfalz     | Stöffel bei Enspel                               | Basalt                                      | Bergisch-Westerwälder Hartsteinwerke    |
| Rheinland-Pfalz     | Enspel/Stockum-Püschen                           | Basalt                                      | Bergisch-Westerwälder Hartsteinwerke    |
| Hessen              | Beilstein                                        | Basalt                                      | Bergisch-Westerwälder Hartsteinwerke    |
| Hessen              | Dornburg (Hessen)/Dorndorf                       | Basalt                                      | Bergisch-Westerwälder Hartsteinwerke    |
| Hessen              | Stockhausen (Leun)                               | Diabas                                      | Bergisch-Westerwälder Hartsteinwerke    |
| Nordrhein-Westfalen | Steinbruch Imhausen                              | Grauwacke                                   | Bergisch-Westerwälder Hartsteinwerke    |
| Nordrhein-Westfalen | Talbecke in Gummersbach                          | Quarzitische Grauwacke                      | Bergisch-Westerwälder Hartsteinwerke    |
| Nordrhein-Westfalen | Steinbruch Listertal                             | Quarzitische Grauwacke                      | Bergisch-Westerwälder Hartsteinwerke    |
| Nordrhein-Westfalen | Scheda bei Drolshagen                            | Quarzitische Grauwacke                      | Bergisch-Westerwälder Hartsteinwerke    |
| Nordrhein-Westfalen | Wildbergerhütte                                  | Grauwacke                                   | Bergisch-Westerwälder Hartsteinwerke    |
| Nordrhein-Westfalen | Lösenbach in Lüdenscheid                         | Grauwacke                                   | Bergisch-Westerwälder Hartsteinwerke    |
| Nordrhein-Westfalen | Bilstein bei Brilon                              | Diabas                                      | Bergisch-Westerwälder Hartsteinwerke    |
| Nordrhein-Westfalen | Steinbruch Silbach bei Silbach                   | Diabas                                      | Bergisch-Westerwälder Hartsteinwerke    |
| Nordrhein-Westfalen | Berge (Meschede)                                 | Quarzitische Grauwacke / Grauwacke-Karbonat | Bergisch-Westerwälder Hartsteinwerke    |
| Hessen              | Hirzenhain (Eschenburg)                          | Diabas                                      | Bergisch-Westerwälder Hartsteinwerke    |
| Rheinland-Pfalz     | Herschbach                                       | Basalt / Andesit                            | Bergisch-Westerwälder Hartsteinwerke    |
| Rheinland-Pfalz     | Maxsain                                          | Trachyt                                     | Bergisch-Westerwälder Hartsteinwerke    |
| Hessen              | Mensfelden                                       | Keratophyr                                  | Bergisch-Westerwälder Hartsteinwerke    |
| Rheinland-Pfalz     | Steinsberg (Rheinland-Pfalz)                     | Diabas                                      | Bergisch-Westerwälder Hartsteinwerke    |

### Ausland
Die Basalt AG besitzt Werke in Polen, Russland, Schweden, Tschechien, Ungarn und der Ukraine. In Ungarn wurde 1992 der erste Auslandsstandort gekauft. In Polen ist das Unternehmen Marktführer im Bereich Hartgestein.
Im Nordwesten Russlands betreibt die Basalt AG zwei Gabbro-Steinbrüche (Karjer-Schtscheleiki und KP-Gabbro am Onegasee) und in der Westukraine einen Granit-Steinbruch.

## Unternehmensstruktur
Die Basalt-Actien-Gesellschaft ist nicht börsennotiert. Alleiniger Gesellschafter ist die Wilh. Werhahn KG, ein Konzern, zu dem auch der Solinger Messerhersteller Zwilling J. A. Henckels AG gehört.
Im Jahre 2001 betrug der weltweite Umsatz der Basalt AG über 500 Mio. €, von denen der allergrößte Anteil in Deutschland erwirtschaftet wurde. Die Basalt AG ist in zahlreichen Ländern Europas mit Produktions- und Vertriebsstätten vertreten. Sie ist in Deutschland der größte Betreiber von Hartgestein-Steinbrüchen. In 112 Steinbrüchen (davon 101 in Deutschland) wurden 2006 mehr als 52 Millionen Tonnen Gesteinskörnungen abgebaut. Mehr als 300 Asphaltmischwerke stellten 17 Millionen Tonnen Asphalt her.
Die meisten Produktionsstätten befinden sich in Deutschland. Sie sind in sechs regionale Produktionsgesellschaften mit jeweils mehreren Standorten gegliedert. Der innerdeutsche Vertrieb wird durch sieben regionale Vertriebsgesellschaften übernommen.

## Großprojekte (Auswahl)
Die Basalt AG war und ist an mehreren Großprojekten in Deutschland beteiligt. Dazu zählen unter anderem:
- Flughafen Frankfurt-Hahn
- Flughafen Leipzig/Halle
- Hockenheimring
- Schnellfahrstrecke Köln–Rhein/Main
- Lausitzring[7]
- Ostsee-Autobahn A 20[8]
- Ramstein Air Base
- Warnowtunnel Rostock
- Wasserstraßenkreuz Magdeburg